# والفورد (آیووا)
والفورد (به انگلیسی: Walford) شهری در ایالت آیووا کشور ایالات متحده آمریکا است که جمعیت آن در سرشماری سال ۲۰۱۰ میلادی، ۱٬۴۶۳ نفر بوده‌است.